# Maytown (Alabama)
Maytown – miasto w Stanach Zjednoczonych, w stanie Alabama, w hrabstwie Jefferson. W roku 2023 miasto zamieszkiwało 312 osób, a gęstość zaludnienia wynosiła 43,9 osoby/km².